# Nikołaj Borodin
Nikołaj Wasiljewicz Borodin (ros. Николай Васильевич Бородин, ur. 1919 we wsi Wierchniaja Chiła w rejonie szyłkinskim w Kraju Zabajkalskim, zm. 26 marca 1946 w Dalgowie w Brandenburgii) – radziecki lotnik wojskowy, kapitan, Bohater Związku Radzieckiego (1945).

## Życiorys
Urodził się w rodzinie chłopskiej. Po ukończeniu 7-letniej szkoły pracował w kopalni złota w Kraju Zabajkalskim, później jako spawacz elektryczny wagonów na kolei, ukończył aeroklub. W 1939 został powołany do Armii Czerwonej, w 1941 ukończył wojskową lotniczą szkołę pilotów w Charkowie, później w Wozniesieńsku, służył na Dalekim Wschodzie. Od 13 kwietnia 1943 uczestniczył w wojnie z Niemcami, walczył na Froncie Północno-Kaukaskim, Stepowym, Południowym, 4 Ukraińskim, 3 i 1 Białoruskim w składzie 43 pułku lotnictwa myśliwskiego 278 Dywizji Lotnictwa Myśliwskiego, wykonując loty szturmowe i osłaniając wojska lądowe. W walkach na Kubaniu strącił 5 samolotów wroga (w tym 4 myśliwce). Na Froncie Południowym i 4 Ukraińskim brał udział w operacji donbaskiej, melitopolskiej, nikopolsko-krzyworoskiej i krymskiej, w tym wyzwoleniu Sewastopola, strącił wtedy 9 samolotów wroga. Na 3 Froncie Białoruskim uczestniczył w operacji białoruskiej, witebsko-orszańskiej, mińskiej, wileńskiej i kowieńskiej, strącając 4 samoloty wroga. 
Do 7 sierpnia 1944 wykonał 239 lotów bojowych i brał udział w 75 walkach powietrznych, w których strącił osobiście 17 samolotów wroga, a 2 zniszczył na lotnisku. Został zastępcą eskadry w 43 pułku lotnictwa myśliwskiego. Na 1 Froncie Białoruskim w składzie 16 Armii Powietrznej brał udział w operacji warszawsko-poznańskiej, pomorskiej i berlińskiej. Do końca wojny wykonał 265 lotów bojowych i stoczył ok. 90 walk powietrznych, w których strącił osobiście 19 i w grupie 3 samoloty wroga. 24 czerwca 1945 uczestniczył w Paradzie Zwycięstwa na Placu Czerwonym. Po wojnie służył w 43 pułku lotnictwa myśliwskiego stacjonującym w Niemczech. 24 marca 1946 w Niemczech uległ wypadkowi samochodowemu, w wyniku doznanych obrażeń zmarł. Został pochowany w Lipiecku. W Szyłce postawiono poświęcony mu obelisk i nazwano ulicę jego imieniem.

## Odznaczenia
- Złota Gwiazda Bohatera Związku Radzieckiego (23 lutego 1945)
- Order Lenina (23 lutego 1945)
- Order Czerwonego Sztandaru (trzykrotnie, 3 lutego 1944, 11 maja 1944 i 14 lipca 1944)
- Order Aleksandra Newskiego
- Order Wojny Ojczyźnianej I klasy (20 maja 1943)

I medale.